# Nagroda Roberta Kocha
Nagroda Roberta Kocha jest jedną z najbardziej renomowanych wyróżnień naukowych Republiki Federalnej Niemiec. Nagroda pod patronatem Federalnego Ministerstwa Zdrowia przyznawana jest od roku 1960 corocznie za wybitne, uznane na arenie międzynarodowej osiągnięcia w dziedzinach nauk biologicznych. Szczególnie uwzględniane są badania podstawowe w dziedzinie chorób zakaźnych i innych szeroko rozpowszechnionych chorób, np. nowotworowych.
Nagroda przyznawana jest ku pamięci Roberta Kocha przez fundację jego imienia. Jest to jedna z najwyżej dotowanych nagród medycznych w Niemczech, z sumą 120 000 €. Fundacja przyznaje poza tym złoty medal Roberta Kocha za całokształt dorobku naukowego i nagrody habilitacyjne za wybitne publikacje młodych naukowców.

## Laureaci
Lista laureatów nagrody (według strony internetowej Fundacji Roberta Kocha).
- 1960 Hugo Braun(inne języki), René Dubos(inne języki), Toshiaki Ebina(inne języki), Ludwig Heilmeyer(inne języki), Franz Redeker(inne języki) i Josef Tomcsik(inne języki)
- 1962 John Franklin Enders, Albert Sabin, Jonas Salk
- 1963 Tomizo Yoshida(inne języki)
- 1965 Gertrud Meißner(inne języki)
- 1966 Karl Bartmann(inne języki)
- 1968 Heinz Stolp(inne języki), Arthur Brockhaus(inne języki) i Hans-Werner Schlipköter(inne języki)
- 1970 William M. Hutchison(inne języki) i Jørgen C. Siim(inne języki), Pirjo Mäkelä(inne języki)
- 1971 Gertrude Henle(inne języki) i Werner Henle(inne języki)
- 1972 Lubertus Berrens(inne języki) i Alain L. de Weck(inne języki)
- 1973 Jean Lindenmann(inne języki) i Hans Gerhard Schwick(inne języki)
- 1974 Norbert Hilschmann(inne języki)
- 1975 Harald zur Hausen i Heinz-Günter Wittmann(inne języki)
- 1976 Richard A. Finkelstein(inne języki) i Mark H. Richmond(inne języki)
- 1977 Jean Dausset i Jon van Rood
- 1978 Albrecht Kleinschmidt(inne języki) i Heinz Ludwig Sänger(inne języki)
- 1979 Ruth Arnon(inne języki) i Peter Starlinger(inne języki)
- 1980 César Milstein i Lewis W. Wannamaker(inne języki)
- 1981 Robert M. Chanock(inne języki) i Lars Å. Hanson(inne języki)
- 1982 Raymond L. Erikson(inne języki) i Franz Oesch(inne języki)
- 1983 Werner Goebel(inne języki) i Robert Allan Weinberg(inne języki)
- 1984 Walter Doerfler(inne języki) i Stuart F. Schlossman(inne języki)
- 1985 Stefania Jabłońska i Gérard Orth(inne języki)
- 1986 Susumu Tonegawa
- 1987 Mario Rizzetto(inne języki), Rudolf Rott(inne języki) i John J. Skehel(inne języki)
- 1988 Donald Metcalf(inne języki)
- 1989 Irun R. Cohen(inne języki) i Alex J. van der Eb(inne języki)
- 1990 Lloyd J. Old(inne języki)
- 1991 Walter Fiers(inne języki) i Tadatsugu Taniguchi(inne języki)
- 1992 Kary Mullis
- 1993 Hans-Georg Rammensee(inne języki), Daniel W. Bradley(inne języki) i Michael Houghton
- 1994 Volkmar Braun(inne języki) i Manuel Elkin Patarroyo(inne języki)
- 1995 Shigekazu Nagata(inne języki) i Peter H. Krammer(inne języki)
- 1996 Fritz Melchers(inne języki) i Klaus Rajewsky(inne języki)
- 1997 Philippe J. Sansonetti(inne języki)
- 1998 Yuan Chang(inne języki) i Patrick S. Moore(inne języki)
- 1999 Ralph Steinman
- 2000 Stanley Falkow(inne języki)
- 2001 Axel Ullrich(inne języki)
- 2002 Rudolf Jaenisch(inne języki)
- 2003 Adriano Aguzzi(inne języki)
- 2004 Shizuo Akira(inne języki), Bruce Beutler i Jules Hoffmann
- 2005 Brian Druker
- 2006 Peter Palese(inne języki) i Yoshihiro Kawaoka(inne języki) za prace nad wirusem grypy
- 2007 Pascale Cossart(inne języki) za prace w dziedzinie mikrobiologii komórkowej
- 2008 Hans Robert Schöler(inne języki), Irving L. Weissman(inne języki) i Shin’ya Yamanaka za prace w dziedzinie badań nad komórkami macierzystymi
- 2009 Carl F. Nathan(inne języki) za prace o mechanizmach obrony przeciwbakteryjnej
- 2010 Max Dale Cooper(inne języki) za wkład w zrozumienie roli różnych populacji limfocytów w obronie immunologicznej
- 2011 Jorge Galán(inne języki) za fundamentalny wkład do molekularnej analizy procesu infekcji
- 2012 Tasuku Honjo za przełomowe prace o naturalnej optymizacji reakcji immunologicznych
- 2013 Jeffrey I. Gordon(inne języki) za przełomowe badania ludzkiego mikrobiomu
- 2014 Jean-Laurent Casanova(inne języki) i Alain Fischer(inne języki) za pionierską pracę nad zrozumieniem genów gospodarza i ich produktów w chorobach zakaźnych
- 2015 Ralf Bartenschlager(inne języki) i Charles M. Rice za wkład w zrozumienie cyklu życiowego wirusów żółtaczki typu C
- 2016 Alberto Mantovani(inne języki), Michel C. Nussenzweig(inne języki) za „przełomowe badania […], które doprowadziły m.in. do powstania nowych metod walki z nowotworami i HIV”
- 2017 Rafi Ahmed(inne języki), Antonio Lanzavecchia(inne języki) za „przełomowe badania […] regulacji układu odpornościowego i przyszłościowy wkład w rozwój nowych szczepionek i terapii immunologicznych”
- 2018 Jeffrey V. Ravetch(inne języki) za przełomowe badania w dziedzinie analizy odpowiedzi przeciwciał.
- 2019 Rino Rappuoli(inne języki) za przełomowe badania nad nowatorskimi szczepionkami[2]
- 2020 Shimon Sakaguchi(inne języki) za odkrycie limfocytów regulatorowych